# Educação na Indonésia

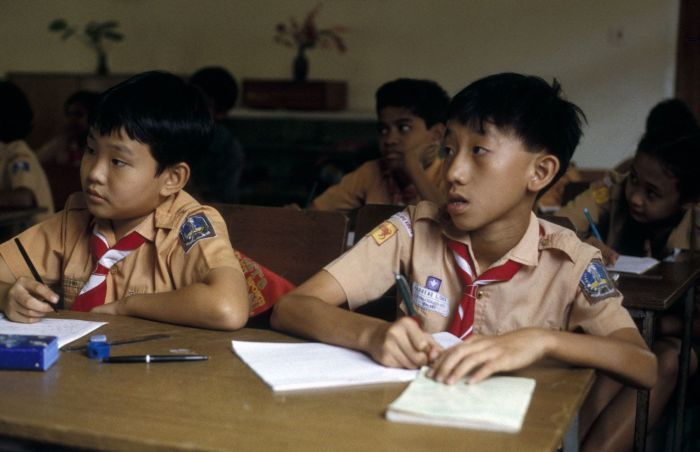
Alunos usando o uniforme de pramuka (escoteiro) estudando. Este uniforme é geralmente usado na sexta ou no sábado.

A educação na Indonésia é da responsabilidade do Ministério da Educação e Cultura (Kementerian Pendidikan dan Kebudayaan ou Kemdikbud) e do Ministério dos Assuntos Religiosos (Kementerian Agama ou Kemenag). Na Indonésia, todos os cidadãos devem realizar doze anos de educação obrigatória, que consiste em seis anos no nível fundamental e três em cada nível de ensino médio e médio. As escolas islâmicas estão sob a responsabilidade do Ministério de Assuntos Religiosos.
As escolas na Indonésia são administradas pelo governo (negeri) ou setores privados (swasta). Algumas escolas privadas referem-se a si mesmas como "escolas plus nacionais", o que significa que o seu currículo excede os requisitos estabelecidos pelo Ministério da Educação, especialmente com o uso de Inglês como meio de instrução ou ter um currículo internacional em vez do nacional. Na Indonésia, existem aproximadamente 170.000 escolas primárias, 40.000 escolas secundárias júnior e 26.000 escolas secundárias. 84% destas escolas estão sob o Ministério da Educação Nacional (MoNE) e os restantes 16% sob o Ministério dos Assuntos Religiosos (MoRA). As escolas particulares representam apenas 7% do total de escolas.

## Educação precoce
A partir dos 2 anos, os pais enviam seus filhos para Taman Bermain. A partir dos 4 anos, eles participam de 
Taman Kanak-Kanak. A maioria dos CT organiza as aulas em dois graus: A e B, que são informalmente chamados de kelas nol kecil (zero grau zero) e kelas nol besar (zero grau grande), respectivamente. Embora este nível de ensino não seja obrigatório, destina-se a preparar as crianças para o ensino primário. Dos 49 mil jardins de infância na Indonésia, 99,35% são de operação privada.

## Ensino público primário e secundário
Um objetivo central do sistema nacional de educação é dar sabedoria secular sobre o mundo e instruir as crianças nos princípios da participação no estado-nação moderno, em suas burocracias e em seus fundamentos morais e ideológicos. Mas com o fim da Nova Ordem em 1998 e o início da campanha para descentralizar o governo nacional, os administradores provinciais e distritais obtiveram crescente autonomia na determinação do conteúdo da escolarização, e a Pancasila começou a desempenhar um papel decrescente no currículo.